# Piemontesiska republiken
Piemontesiska republiken var en kortlivad fransk lydstat som existerade mellan åren 1800 och 1802 på det tidigare Kungariket Sardiniens territorium under militärstyre av Napoleons Frankrike.

## Historia
Piemonte var en del av Kungariket Sardinien, som trots sitt namn hade sin huvudstad och administration på fastlandet. Kungariket drabbades av den första franska invasionen år 1796, då Napoleon upprättade Republiken Alba. Republiken varade inte särskilt länge då kungen av Sardinien fick tillbaka styret. Några dagar därefter i Parisfreden överlät Viktor Amadeus III av Sardinien Nice och Savojen till Frankrike. Efter en andra invasion 1798, flydde kungen Karl Emanuel IV av Sardinien till Rom.
Den Piemontesiska republiken utropades den 10 september 1798, när General Joubert den 6 december 1798, ockuperade den sardiska huvudstaden Turin. Republiken var starkt beroende av Frankrike och var aldrig riktigt oberoende, eftersom den var under fransk militärockupation.
Republikens huvudstad var Turin. Flaggan utgjordes av tre stycken horisontella band i rött, blått och guld (baserat på flaggan till den tidigare Republiken Alba). Valspråket var Libertà, Virtù, Eguaglianza som var inspirarat av Frankrikes valspråk Liberté, égalité, fraternité. 
Den 20 juni 1799 blev republiken erövrad av österrikisk-ryska trupper. Den återfördes till Kungariket Sardinien, men exakt ett år senare återupprättades republiken som Subalpinska republiken, efter att Napoleon återerövrat en stor del av norra Italien efter att ha segrat i Slaget vid Marengo. Subalpinska republiken upphörde att existera den 11 september 1802, då den delades mellan Första franska republiken och Republiken Italien.